# Georges-Henri Martin
Georges-Henri Martin (* 20. Juni 1916 in Genf; † 2. September 1992 in Collonge-Bellerive) war ein liberaler Schweizer Journalist. Er war von 1961 bis 1981 Chefredaktor der Genfer Zeitung Tribune de Genève.

## Leben
Martin war der Sohn des früh verstorbenen Journalisten und Historikers William Martin (1889‒1934, 1924‒1933 Chef des Auslandressorts des Journal de Genève, Professor an der Eidgenössischen Technischen Hochschule in Lausanne) und der Germaine Martin geb. Pochelon (1889‒1973). Er war verheiratet mit Simone Zélah Martin geb. Vincent (1919–2016) und hatte mit ihr einen Sohn, Christophe. Nach dem Studium der Rechts- und Wirtschaftswissenschaften an der Universität Genf war er zu Beginn des Zweiten Weltkriegs stellvertretender Rotkreuzdelegierter in den USA.

## Berufliche Karriere
Nach seiner Tätigkeit als Rotkreuzdelegierter war Martin Korrespondent in Washington für die Tribune de Genève und Die Tat. 1944‒1956 betreute er das New Yorker Büro der französischen Tageszeitung France-Soir und der Zeitschrift Elle. Seine Berichte aus den USA wurden z. T. übersetzt und in verschiedenen Deutschschweizer Zeitungen veröffentlicht. Gleichzeitig arbeitete Martin für Radio und Fernsehen. 1956 kehrte er nach Genf zurück und wurde 1957 stellvertretender, 1961 Chefredaktor der Tribune de Genève (bis Ende 1981). Er trieb, vom amerikanischen Journalismus und seiner Mitarbeit beim France-Soir beeinflusst, wo er von Pierre Lazareff ausgebildet wurde, die von seinem Vorgänger Gaston Bridel betriebene Entwicklung der Zeitung zur «populären Qualitätszeitung» konsequent weiter. Unter seiner Leitung wechselte die Zeitung 1971 zum Offsetdruck und auf ein kleineres Format; er führte dabei u. a. die sehr farbige Frontseite «Une-vitrine» ein.
Martin machte aus der Zeitung eine Institution in Genf. Er führte einige leidenschaftliche Kampagnen, die bekanntesten sind die gegen die Kandidatur des Lausanner Stadtpräsidenten Georges-André Chevallaz für den Bundesrat (wo mit Pierre Graber bereits ein anderer früherer Lausanner Stadtpräsident sass; Martin favorisierte stattdessen erfolglos den Genfer Staatsrat Henri Schmitt), gegen die Wahl von Christian Grobet in den Genfer Staatsrat, gegen die Ernennung von Jean Ziegler zum ordentlichen Professor und gegen James Schwarzenbach, den Urheber einer (abgelehnten) Volksinitiative zur Beschränkung der Ausländerzahl in der Schweiz. Anderseits setzte er sich vehement und erfolgreich gegen die Auslieferung eines früheren zairischen Ministers, Batwanyele Losembe alias Mario Cardoso, ein, dem Mobutu den Prozess machen wollte.
Martin war von 1963 bis 1992 Vorstandsmitglied beim Think Tank «Twentieth Century Fund», von 1976 bis 1982 Mitglied des Verwaltungsrates der Schweizerischen Depeschenagentur, wie schon sein Vorgänger Gaston Bridel Mitglied der Schweizerischen UNESCO-Kommission und von 1983 bis 1990 Präsident, danach Ehrenmitglied des akademischen Rats der Universität Genf, wo er das englischsprachige Periodikum Uni News gründete. Er war ausserdem Präsident der Stiftung «Dr Henri Dubois-Ferrière Dino Lipatti», Vorstandsmitglied von «Les Rencontres internationales de Genève» und der «Fondation pour Genève» sowie Ehrenmitglied der «Union genevoise des éditeurs de journaux». Martin gilt als eine der markantesten Persönlichkeiten des modernen Journalismus in der Westschweiz.